# Список образовательных учреждений Калуги
Список образовательных учреждений Калуги — информационный список средних, профессиональных, дошкольных и высших учебных заведений города Калуги.

## Дошкольное образование
На территории муниципального образования «Город Калуга» построено и функционирует 65 дошкольных образовательных учреждений.

## Начальное, основное и среднее общее образование
Государственные общеобразовательные учреждения
В городе действует 51 муниципальное и государственное бюджетное общеобразовательное учреждение.
Негосударственные общеобразовательные учреждения
- Школа на Воскресенской
- Частная школа «Радуга»
- Православная гимназия в г. Калуге

Вечерние(сменные) общеобразовательные учреждения отсутствуют
Школы-интернаты
- Государственная казённая общеобразовательная школа-интернат Калужской области «Лицей-интернат „Областной центр образования“» (Центр Диагностики и Профилактики Детской Наркомании)

Специализированные общеобразовательные учреждения
Государственные специализированные (коррекционные) общеобразовательные учреждения города:
- Специальная (коррекционная) общеобразовательная школа-интернат № 1 VII вида города Калуги
- Специальная (коррекционная) общеобразовательная школа-интернат № 4 VIII вида
- Коррекционная общеобразовательная школа-интернат № 5 для обучающихся с ограниченными возможностями здоровья (для воспитанников для слабослышащих и позднооглохших детей) им. Ф. А. Рау

## Общее образование (дополнительное образование детей)
- Детский оздоровительно-образовательный (профильный) центр «Белка»
- Детско-юношеский центр космического образования «Галактика»
- Дом художественного творчества детей «Гармония»
- Детский технопарк «Кванториум»[3][4]
- Дом детского творчества
- Центр дополнительного образования детей «Красная Звезда»
- Центр дополнительного образования детей «Радуга»
- Центр развития творчества детей и юношества «Созвездие»
- Студия эстрадной песни «Тонус-Арт»

## Начальное (среднее) профессиональное образование
Среднее профессиональное образование в Калуге:
- Калужский областной музыкальный колледж имени С. И. Танеева
- Калужский областной колледж культуры и искусств
- Калужский колледж народного хозяйства и природообустройства
- Калужский филиал Юридического колледжа российской секции Международной полицейской ассоциации
- Калужский индустриально-педагогический колледж
- Калужский областной базовый медицинский колледж
- Калужский колледж экономики и технологий
- Калужский технический колледж
- Калужское авиационное лётно-техническое училище (КАЛТУ)
- Калужский техникум электронных приборов
- Калужский коммунально-строительный техникум
- Калужский железнодорожный техникум — филиал МИИТ
- Калужский кадетский многопрофильный техникум имени А. Т. Карпова
- Калужский колледж сервиса и дизайна

## Высшее образование
В городе действуют следующие учебные заведения высшего образования (вузы):
- Калужский государственный университет имени К. Э. Циолковского (КГУ им. К. Э. Циолковского).
- Калужский филиал МГТУ им. Н. Э. Баумана.
- Калужский филиал Российской академии народного хозяйства и государственной службы при Президенте РФ (КФ РАНХиГС)
- Калужский филиал Финансового университета при Правительстве Российской Федерации.
- Калужский институт Московского гуманитарно-экономического университета (КИ МГЭУ; ранее — КФ МГЭИ).
- Калужская православная духовная семинария Калужской епархии РПЦ
- Калужский филиал Российского государственного аграрного университета (КФ РГАУ-МСХА им. К. А. Тимирязева)
- Калужский институт (филиал) Всероссийский государственный университет юстиции Министерства юстиции Российской Федерации (КФ ВГУЮ МЮ РФ)
- Частное образовательное учреждение высшего образования «Институт управления, бизнеса и технологий»
- Калужский филиал Института международного права и экономики имени А. С. Грибоедова

## Дополнительное профессиональное образование
В Калуге также широко представлены учреждения дополнительного профессионального образования — это образовательные учреждения обучающие специалистов и рабочие кадры на базе начального, среднего, высшего, послевузовского образования в целях повышения их профессиональных знаний, совершенствования деловых качеств, либо для переквалификации, что даст возможность при необходимости сменить сферу деятельности.